# Stavely (Alberta)
Stavely est une ville (town) de Willow Creek No 26, située dans la province canadienne d'Alberta.

## Démographie
En tant que localité désignée dans le recensement de 2011, Stavely a une population de 505 habitants dans 247 de ses 278 logements, soit une variation de 16.1% avec la population de 2006. Avec une superficie de 1,622 0 km2, la ville possède une densité de population de 311,344 0 hab/km2 en 2011.
Concernant le recensement de 2006, Stavely abritait 5 418 habitants dans 2189 de ses 2268 logements. Avec une superficie de 9,503 7 km2, la ville possédait une densité de population de 570,1 hab/km2 en 2006.
| 2001 | 2006 | 2011 | 2016 |
| ---- | ---- | ---- | ---- |
| 442  | 435  | 505  | 541  |